# David Ledecký
David Ledecký (* 24. červenec 1993, Brandýs nad Labem) je český fotbalový útočník, byl hráčem AC Sparta Praha, FK Jablonec, SC Znojmo, Górnik Zabrze, SK Dynamo České Budějovice, FK Teplice. Nyní působí v týmu SK Wullersdorf.

## Klubová kariéra

### Mládežnické roky
Ledecký je odchovancem pražské Sparty.

### AC Sparta Praha
Do prvního týmu Sparty se Ledecký nikdy neprosadil, hrával především za rezervní či mládežnické týmy a byl tedy posílán na hostování. Ze Sparty definitivně odešel v létě 2014.

### 1. SC Znojmo
Před přestupem do Znojma hostoval ještě jako kmenový hráč Sparty v Hlavicích, které právě v roce 2012 hrály třetí nejvyšší soutěž. Vypomáhal také Jablonci, ale do zápasů prvního týmu nezasáhl.
Do Znojma hrajícího druhou ligu přišel v červenci 2014 jako volný hráč. V týmu působil dva roky a za tu dobu odehrál 58 druholigových utkání, ve kterých vstřelil 18 branek. Nastoupil také celkem do pěti utkání MOL Cupu, ale střelecky se neprosadil.

### Górnik Zabrze
Jako posilu si jej v létě 2016 vyhlédl účastník druhé nejvyšší polské ligy Górnik Zabrze. Ledecký měl být jedním z hráčů, který pomůže týmu zpět do Ekstraklasy. V první sezóně Ledecký našel uplatnění v základní sestavě. Nastoupil do 25 ligových zápasů, pětkrát střelecky uspěl a na další 4 branky nahrál. Cíl se povedl a Zabrze postoupilo zpět do nejvyšší polské soutěže.
Hned v první sezóně Ekstraklasy však Ledecký o své pravidelné zápasové vytížení přišel. Odehrál 11 zápasů a branku si nepřipsal. Střelecky nebyl úspěšný ani ve čtyřech zápasech Polského fotbalového poháru. Dokonce byl na několik zápasů poslán do rezervního týmu hrajícího až čtvrtou nejvyšší soutěž, za nějž v 8 ligových zápasech vstřelil 4 branky.

#### Odra Opole (hostování)
Pro nízké zápasové vytížení byl v druhé polovině sezóny 2017/18 Ledecký poslán na hostování do druholigové Odry Opole. Ani tady však střeleckou formu nenašel, když v 10 zápasech neskóroval ani jednou.

### SK Dynamo České Budějovice
V létě 2018 se tak rozhodl pro změnu a návrat do České republiky, když smlouvu podepsal s druholigovými Českými Budějovicemi.

#### 2018/19
Jak se ukázalo, rozhodnutí to bylo správné. Ledecký si vybojoval své místo v základní sestavě a nejen, že se s 18 brankami stal nejlepším střelcem celé sezóny druhé ligy, navíc ještě s celým týmem slavil postup a návrat do nejvyšší české soutěže.
Zároveň v této sezóně nastoupil do dvou zápasů MOL Cupu, jednou střelecky uspěl.

#### 2019/20
Svou prvoligovou premiéru si odbyl v červenci 2019 v utkání proti Opavě. V uvedené sezóně nakonec odehrál 25 ligových zápasů, ve kterých vstřelil 5 branek. Zároveň nastoupil i do dalších dvou zápasů MOL Cupu, ve kterých ale branku nedal.

#### 2020/21
V další sezóně už Ledecký o svou stabilní pozici v základní sestavě přišel. K 6. únoru 2021 odehrál v dané sezóně 6 utkání, ve kterých se střelecky neprosadil.

## Klubové statistiky
- aktuální k 6. únor 2021

| Tým                        | Sezona            | Liga   | Liga   | Pohár  | Pohár  | Evropské poháry | Evropské poháry |
| Tým                        | Sezona            | Zápasy | Branky | Zápasy | Branky | Zápasy          | Branky          |
| -------------------------- | ----------------- | ------ | ------ | ------ | ------ | --------------- | --------------- |
| 1. SC Znojmo               | 2014/15 (2. liga) | 28     | 7      | 3      | 0      | -               | -               |
| 1. SC Znojmo               | 2015/16 (2. liga) | 26     | 9      | 1      | 0      | -               | -               |
| 1. SC Znojmo               | 2016/17 (2. liga) | 4      | 2      | 1      | 0      | -               | -               |
| Górnik Zabrze              | 2016/17 (2. liga) | 25     | 5      | -      | -      | -               | -               |
| Górnik Zabrze              | 2017/18           | 11     | 0      | 4      | 0      | -               | -               |
| Górnik Zabrze B            | 2017/18 (4. liga) | 8      | 4      | -      | -      | -               | -               |
| Odra Opole                 | 2017/18 (2. liga) | 10     | 0      | -      | -      | -               | -               |
| SK Dynamo České Budějovice | 2018/19 (2. liga) | 27     | 18     | 2      | 1      | -               | -               |
| SK Dynamo České Budějovice | 2019/20           | 25     | 5      | 2      | 0      | -               | -               |
| SK Dynamo České Budějovice | 2020/21           | 6      | 0      | -      | -      | -               | -               |
| Celkem                     | Celkem            | 170    | 50     | 13     | 1      | -               | -               |

## Úspěchy
- postup do nejvyšší polské soutěže 2016/17
- nejlepší střelec Fortuna Národní ligy 2018/19 - 18 branek v 27 zápasech
- postup do nejvyšší české soutěže 2018/19